# The Straight Edge Society
La Straight Edge Society è stata una stable di wrestling attiva in WWE tra il 2009 e il 2010, composta da CM Punk, Joey Mercury, Luke Gallows e Serena.

## Storia
Nella puntata di SmackDown del 27 novembre 2009, CM Punk presentò ai fan Luke Gallows come nuovo membro della Straight Edge Society. affermando di aver reso Gallows in un uomo "libero". Gallows ha assistito Punk durante le sue faide con R-Truth e Matt Hardy. Punk interruppe molti eventi nel tentativo di reclutare nuovi membri. Un paio di settimane dopo, il duo iniziò a rasare le teste dei fan (plant) tra il pubblico che desiderava di seguire il suo stile di vita straight edge, dimostrando un "nuovo inizio" per le loro vite. Prima che Punk trovasse una persona da convertire, una donna di nome Serena giunse sul ring dal pubblico implorandolo di salvarla; invece di usare la sicurezza per scortarla via, Punk l'ha accettata e le ha rasato la testa. Da quel momento in poi, Serena ha accompagnato Punk e ha interferito nei suoi match. Partecipò all'annuale Royal Rumble match, entrando con il numero 3 e facendo delle prediche dopo aver eliminato i suoi avversarsi, prima di essere eliminato da Triple H.
CM Punk sconfisse Batista per countout nel match di qualificazione per l'Elimination Chamber di SmackDown per il World Heavyweight Championship. A Elimination Chamber, tuttavia, Punk fu eliminato da Rey Mysterio, con cui iniziò una faida. Dopo aver perso un match di qualificazione per il Money in the Bank di WrestleMania XXVI a causa di Mysterio, Punk interruppe Mysterio quando questi stava festeggiando insieme alla famiglia il compleanno di sua figlia Aaliyah; Mysterio lanciò una sfida a Punk per WrestleMania e Punk accettò alla condizione che, in caso di sconfitta, Mysterio si sarebbe dovuto unire alla Straight Edge Society. A WrestleMania XXVI, Punk fu sconfitto da Mysterio, ma la faida continuò a Extreme Rules, dove Punk vinse, evitando di dover rasarsi i capelli in caso di sconfitta, grazie all'interferenza di un uomo mascherato. Punk e Mysterio arrivarono al culmine della loro rivalità a Over the Limit, dove misero in palio entrambe le cose che si erano giocati nei loro precedenti incontri; se a vincere fosse stato CM Punk allora Rey Mysterio sarebbe dovuto entrare nella Straight Edge Society, se invece a vincere fosse stato Mysterio allora Punk avrebbe perso i suoi capelli. A Over the Limit, Punk fu sconfitto da Mysterio e rasato a zero. Nella puntata successiva di SmackDown, Punk si presentò con una maschera per nascondere la perdita dei capelli e si qualificò per il fatal four-way match per il World Heavyweight Championship sconfiggendo Kane. A Fatal 4-Way, Punk non riuscì a conquistare il titolo, vinto da Mysterio; il match includeva anche l'allora campione Jack Swagger e Big Show. Il 25 giugno 2010 a SmackDown, Punk affrontò Kane in un no disqualification match terminato in no contest.
Nella puntata di SmackDown del 16 luglio 2010, Punk venne smascherato da Big Show. Il 23 luglio a SmackDown, il quarto membro misterioso della Straight Edge Society, sconfitto Big Show, si rivelò essere Joey Mercury. A SummerSlam, Punk, Gallows e Mercury furono sconfitti da Big Show in un handicap match. Dopo aver perso con Big Show anche a Night of Champions e con il licenziamento di Serena, la Straight Edge Society implose nella puntata di SmackDown del 3 settembre quando, dopo aver perso un handicap match contro Big Show, un visibilmente frustrato Punk ha eseguito una Go to Sleep su Gallows, lasciando il ring. Nella puntata di SmackDown del 24 settembre, Gallow si è confrontato con Punk, dicendo che dopo averlo battuto avrebbe celebrato bevendo una birra; tuttavia, Punk lo ha sconfitto e Gallows è stato poi rilasciato dalla WWE poco dopo, sciogliendo definitivamente il gruppo.

## Nel wrestling

### Mosse finali
- CM Punk
  - Fireman's carry knee strike
- Joey Mercury
  - Hangman's neckbreaker
- Luke Gallows
  - Reverse full nelson powerbomb
- Serena
  - Running kick

### Musiche d'ingresso
- This Fire Burns dei Killswitch Engage